# Berit Kvæven

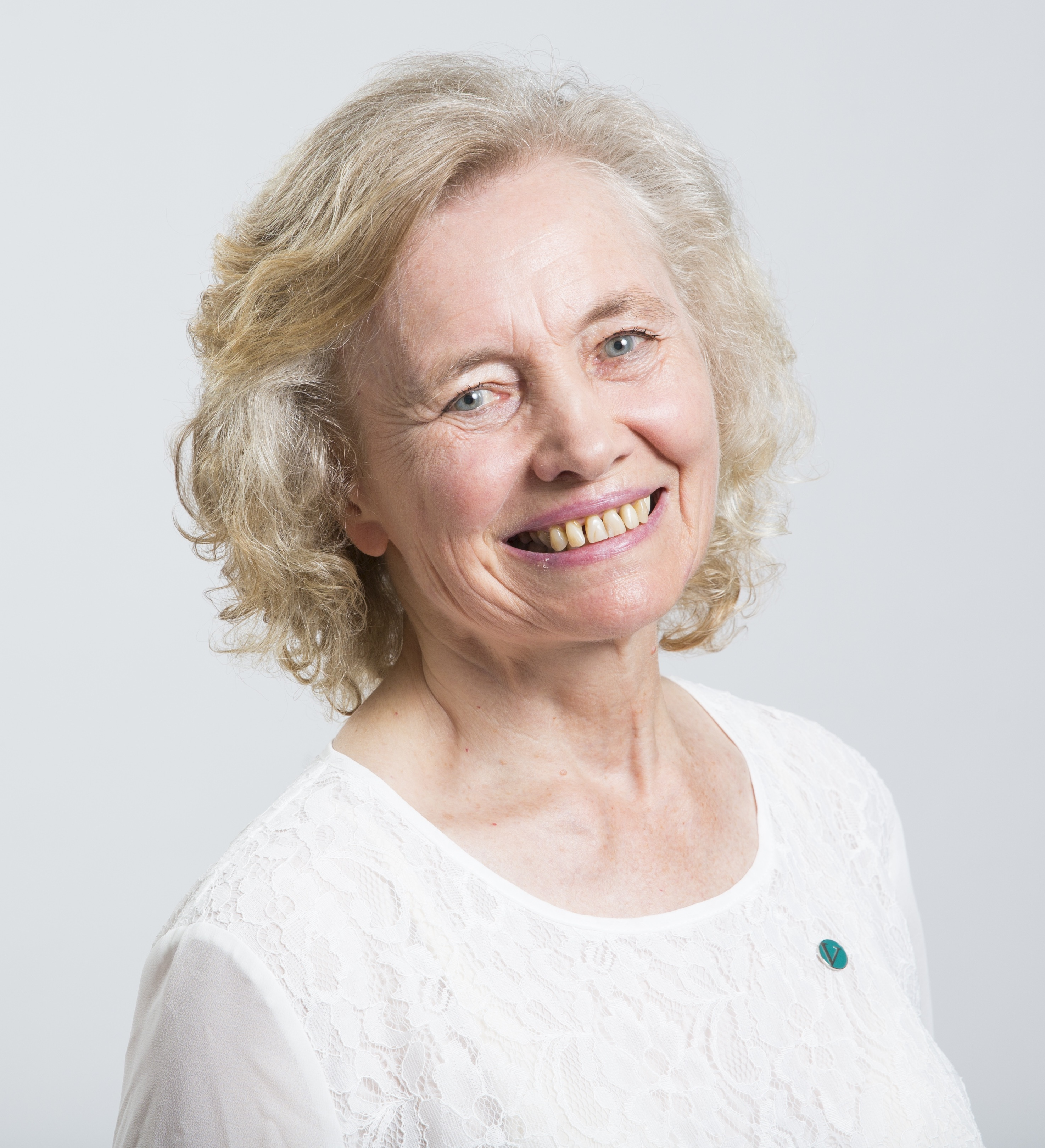
Berit Kvæven

Berit Kvæven (* 19. November 1942) ist eine norwegische Chemikerin und Politikerin der liberalen Partei Venstre.

## Ausbildung und Beruf
Kvæven studierte bis 1967 an der Norwegischen Technischen Hochschule mit Abschluss als Diplom-Ingenieurin. Sie wurde 1975 ebenfalls an der Norwegischen Technischen Hochschule zum Dr.-Ing. promoviert. Von 1968 war sie als Forscherin am SINTEF tätig. Sie war zuletzt Chefingenieurin am Zentralamt für Klima und Umweltverschmutzung, wo sie u. a. als Leiterin des UN-Überwachungsprogramms für Säure Regen tätig war.

## Politische und gewerkschaftliche Tätigkeit
Sie war von 1976 bis 1982 stellvertretende Vorsitzende der liberalen Partei Venstre und war außerdem 1990 Vorsitzende des Osloverbandes ihrer Partei.
Sie war persönliche Referentin (politische Beraterin) der Ministerin für Staatsverwaltung und Verbraucherschutz Eva Kolstad in der Regierung Korvald von 1972 bis 1973. Sie war von 1997 bis 2001 stellvertretendes Mitglied des norwegischen Parlaments.
Sie war Vorsitzende des Norwegischen Ingenieurverbandes Tekna von 1990 bis 1993 und Präsidentin der Norsk Kvinnesaksforening von 2004 bis 2006.